# Vicente Martitegui
Vicente Martitegui y Pérez de Santamaría  (Burdeos, 14 de febrero de 1843-Madrid, 21 de enero de 1912) fue un militar y político español.  

## Biografía
Estudió en el Colegio de Infantería y se distinguió en la guerra de África, en la tercera guerra carlista y en las coloniales.

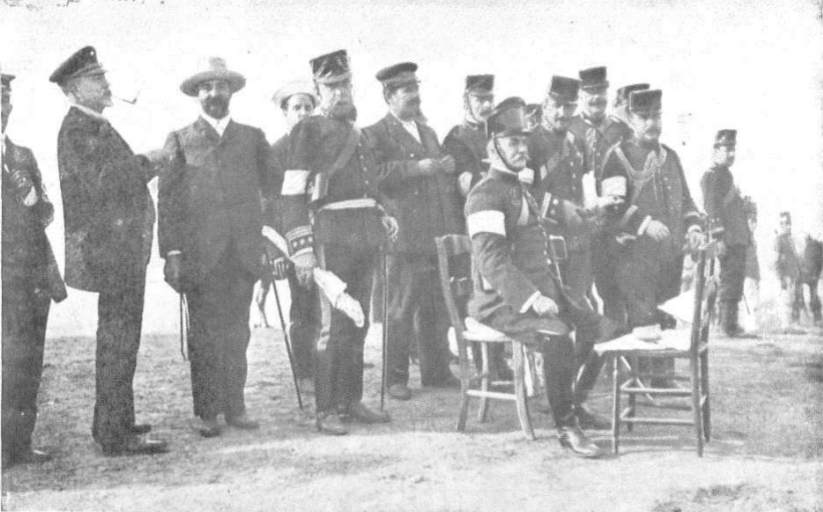
Maniobras militares en Galicia. — El general Martitegui, director de las maniobras, con parte de su Estado Mayor.

Ocupó desde 1886 diversos cargos en la  Real Casa, primero como jefe de la Casa Militar de la reina regente María Cristina de Habsburgo-Lorena y luego como comandante general del Real Cuerpo de Alabarderos. Ascendió a teniente general en septiembie de 1902.
Entre julio y diciembre de 1903 se le confió la cartera de Guerra, en el gabinete presidido por Villaverde, cargo en el que cesó el 5 de diciembre, confiriéndosele el 7 del mismo mes el de director general de la Guardia Civil. En octubre de 1903 fue designado senador vitalicio. Volvió a ser nombrado ministro de la Guerra el 27 de enero de 1905, y dimitió el 23 de junio siguiente. Permaneció luego de cuartel hasta que en diciembre le fue conferido el mando del cuarto cuerpo de ejército. Ese mismo año fue nombrado capitán general de Cataluña, entre 1906 y 1908 fue Jefe del Estado Mayor Central del Ejército, capitán general de Canarias entre 1909 y 1910,  y director general de la Guardia Civil hasta su fallecimiento.
| Predecesor: Camilo García de Polavieja | Jefe del Estado Mayor Central del Ejército 1906-1908 | Sucesor: Diego de los Ríos |